# Ella (singolo)
Ella è un singolo del cantautore spagnolo Álvaro Soler, pubblicato il 13 novembre 2018 come secondo estratto dal secondo album in studio Mar de colores.

## Video musicale
Il videoclip è stato pubblicato il 17 agosto 2018 sul canale Vevo-YouTube del cantante.